# Afrixalus dorsimaculatus
Afrixalus dorsimaculatus é uma espécie de anfíbio anuro da família Hyperoliidae. Está presente na Tanzânia. Não foi ainda avaliada pela UICN.